# Die Teufel von Loudun
Die Teufel von Loudun ist eine Oper in drei Akten von Krzysztof Penderecki, die am 20. Juni 1969 als Auftragskomposition an der Hamburgischen Staatsoper uraufgeführt wurde. Libretto und Musik stammen gleichermaßen von Penderecki.

## Handlung

### Erster Akt
Schwester Jeanne sieht in einer Erscheinung das Bild des gefolterten Pater Grandier auf dem Weg zum Schafott. Sie beginnt daraufhin zu beten, als Schwester Claire ins Zimmer kommt und Jeanne einen Brief übergibt, in welchem Grandier das Angebot ablehnt, im Ursulinenkloster die geistige Betreuung zu übernehmen. Jeanne zerreißt den Brief wutentbrannt und meint zu sehen, wie Grandier und die Witwe Ninon sich lieben.
Nach einem Gottesdienst unter der Predigt Grandiers kommen Apotheker Adam und Chirurg Mannoury aus der Peterskirche und spotten über Ninon, als diese ihnen über den Weg läuft, sowie über Grandier. In der nächsten Szene sieht man diesen, wie er die Witwe nach einem Schäferstündchen verlässt. Er geht einige Straßen entlang, bis er auf Adam und Mannoury stößt, die zu erkennen glauben, er komme von einem Liebesspiel. Später betet Grandier zu Gott, er möge ihm den rechten Weg zeigen. In derselben Kirche betet Jeanne gerade, und als Grandier in vollem Ornat um die Ecke kommt, sucht sie schreiend das Weite. Indes vereinbaren Adam und Mannoury, Grandier wegen dessen sündigen Lebens anzuklagen.
Philippe, schon lange von Grandier angetan, betritt den Beichtstuhl, und erzählt dem Pater von ihrer Liebe zu ihm. Der zieht das Mädchen zu sich hinüber und beginnt mit ihr ein Liebesabenteuer. Zu späterer Zeit kommt Grandier an den Stadtmauern vorbei und unterstützt dort den Kommandanten Armagnac, der ein Einreißen der Mauern – wie vom königlichen Sonderkommissar de Laubardemont gewünscht – ablehnt. Adam und Mannoury versuchen weiterhin, Grandier zu bespitzeln, doch die Beweislage ist noch ziemlich dünn.
Jeanne informiert Beichtvater Mignon darüber, dass sie ein Teufel des Nachts in ihrer Zelle besucht, und dieser wie Grandier ausgesehen hätte. Mignon berichtet Adam und Mannoury von dem Vorfall und unterrichtet die beiden außerdem darüber, den Pater Barré, einen Teufelsaustreiber, aus Chinon gebeten zu haben, herbeizukommen. Laubardemont tritt hinzu und bittet um nähere Informationen über Grandier. Schon bald reist Barré an und beginnt, Jeanne zu verhören. Diese bezichtigt Grandier, sie verführt zu haben.

### Zweiter Akt
Jeanne wird weiterhin verhört und belastet Grandier schwer. Aus ihr sprechen aber immer fremde Stimmen. Sie wird daraufhin zur Exorzision entführt und klistiert. Grandier wird von Armagnac und Stadtrichter Cerisay gewarnt, Jeanne könne sich an ihm rächen, doch der Pater schenkt den zweien keinen Glauben. Jeanne wird wieder vernommen und erzählt nun, Grandier habe sie und sechs ihrer Schwestern durch die Hilfe von sechs Dämonen in die Kapelle entführt und gezwungen, dort eine Orgie zu veranstalten. Drei der Nonnen behaupten sogar, die Dämonen hätten ihren Hymen defloriert. Während Barré fest davon überzeugt ist, in Grandier den Schuldigen gefunden zu haben, ordnet Cerisay einen Stopp der Teufelsaustreibereien an, wofür sich Grandier bedankt. Armagnac ruft aber allen wieder ins Gedächtnis, dass immer noch das Problem der Mauerentfernung bestehe.
Unterdessen erzählt Philippe Grandier, sie fühle sich schwanger. Der will sich bemühen, einen geeigneten Mann für sie zu finden.
Einstweilen verordnet der Erzbischof, die Exorzismen zu beenden und Barré zurück nach Chinon zu senden. Als die Nonnen bemerken, dass Barré fort ist, fragen sie Jeanne nach dem Grund des Ganzen. Diese antwortet ihren Schwestern, man habe dem Erzbischof gemeldet, sie seien „törichte Frauenzimmer“. Armagnac soll per Befehl die Bollwerke der Stadt zerstören lassen und warnt Grandier vor der drohenden Gefahr. Dieser ist aber inzwischen auf alles gefasst und zu allem bereit. Mignon setzt Jeanne und ihre Schwestern darüber in Kenntnis, der Arzt des Erzbischofs habe sie wider Erwarten als bloße Hysterikerinnen eingestuft. Da aus Jeanne auf einmal wieder fremde Stimmen erklingen, will sie sich aber wieder Exorzismen unterziehen.
So wird die Zeremonie in der Öffentlichkeit von Barré ausgetragen. Jeanne und ihre betroffenen Schwestern bestätigen erneut, vom Teufel befallen zu sein. Prinz Condé lässt Jeanne ein Kästchen mit einer Reliquie darin auflegen, die daraufhin zu rufen beginnt: „Ich bin frei! Ich bin frei!“ Barré gibt das Kästchen wieder in die Hände Condés, der es umstülpt und allen Anwesenden demonstriert, dass das Behältnis leer ist. Plötzlich scheint der Teufel in Mignon und andere Personen zu fahren, woraufhin der Prinz den Platz räumen lässt. Grandier wird bei seinem Versuch, die Kirche zu betreten, von de Laubardemont festgenommen.

### Dritter Akt
Die Bühne ist nun in drei Teile geteilt. Im ersten betet Grandier im Kerker, im zweiten betet Jeanne in ihrer Zelle, und im dritten Mannoury zusammen mit Adam, die zur Arbeit im Gefängnis antreten. Während Grandier vor Pater Amrose beichtet, bittet Jeanne Mignon, aus Angst vor einem Besuch Grandiers in der Nacht bei ihr zu bleiben. Derweil informiert Laubardemont Adam und Mannoury von der Verurteilung Grandiers, die sie vorbereiten sollen. Sie ziehen ihn bald daraufhin aus, scheren ihn kahl, und reißen ihm die Fingernägel aus.
In der Öffentlichkeit liest Lambardemont das Todesurteil wegen schwarzer Magie, Unzucht und Sakrileg vor. Grandier will jedoch keinesfalls gestehen, ebenso wenig wie er das Urteil unterschreiben will, auch nicht bei Androhung von Folter. Während sich Jeanne im Kloster erhängen will, was einige Nonnen aber erfolgreich verhindern können, lässt man Grandier in der Folterkammer die Beine brechen. Aber auch das fördert kein Geständnis zutage. Als der Widerstandswille bewundert wird, meint Barré, der Teufel habe Grandier inzwischen schmerzresistent gemacht.
Die Prozession beginnt. Der gemarterte Grandier wird zuerst am Ursulinenkloster vorbeigeschickt, um bei Jeanne aufs Gehörigste um Verzeihung zu bitten. Grandier stellt aber abermals klar, dass er ihr und ihren Schwestern nichts getan habe, und Gott bitten könne, ihnen zu verzeihen. Jeannes Vision vom Beginn der Oper wiederholt sich. An der Richtstatt versucht Barré zum letzten Mal, Grandier zum Gestehen zu bringen. Der sträubt sich aber erneut und hat nur noch die letzte Bitte, sich den Friedenskuss geben zu lassen und sodann zu sterben. Als Barré dies schon tun will, ruft das Volk „Judas! Judas!“, worauf er von Zorn getrieben einem Soldaten die Fackel aus der Hand reißt und den Scheiterhaufen entzündet. Die Szenerie verdunkelt sich, nur Jeanne sieht man betend zurückbleiben.

## Werkgeschichte
Die Oper wurde im Rahmen der Veranstaltung „Zeitgenössisches Musiktheater“ in deutscher Sprache unter der musikalischen Leitung von Henryk Czyż in einer Inszenierung von Konrad Swinarski gegeben. Der Stoff orientiert sich an dem gleichnamigen Buch von Aldous Huxley, das auf wahren geschichtlichen Vorkommnissen in der französischen Stadt Loudun um den Priester Urbain Grandier basiert, in der Dramatisierung von John Whiting und der Übertragung ins Deutsche von Erich Fried. Zwei Tage nach der Uraufführung wurde das Werk am Staatstheater Stuttgart nachgespielt. Im Jahr 2013 wurde eine im Auftrag des Teatr Wielki (Warschau) erstellte revidierte Fassung des Werks in Kopenhagen uraufgeführt. 2022 war diese auch zur Eröffnung der Münchner Opernfestspiele zu erleben, in einer Inszenierung von Simon Stone und unter der musikalischen Leitung von Vladimir Jurowski.